# Station Pontcharra-sur-Bréda

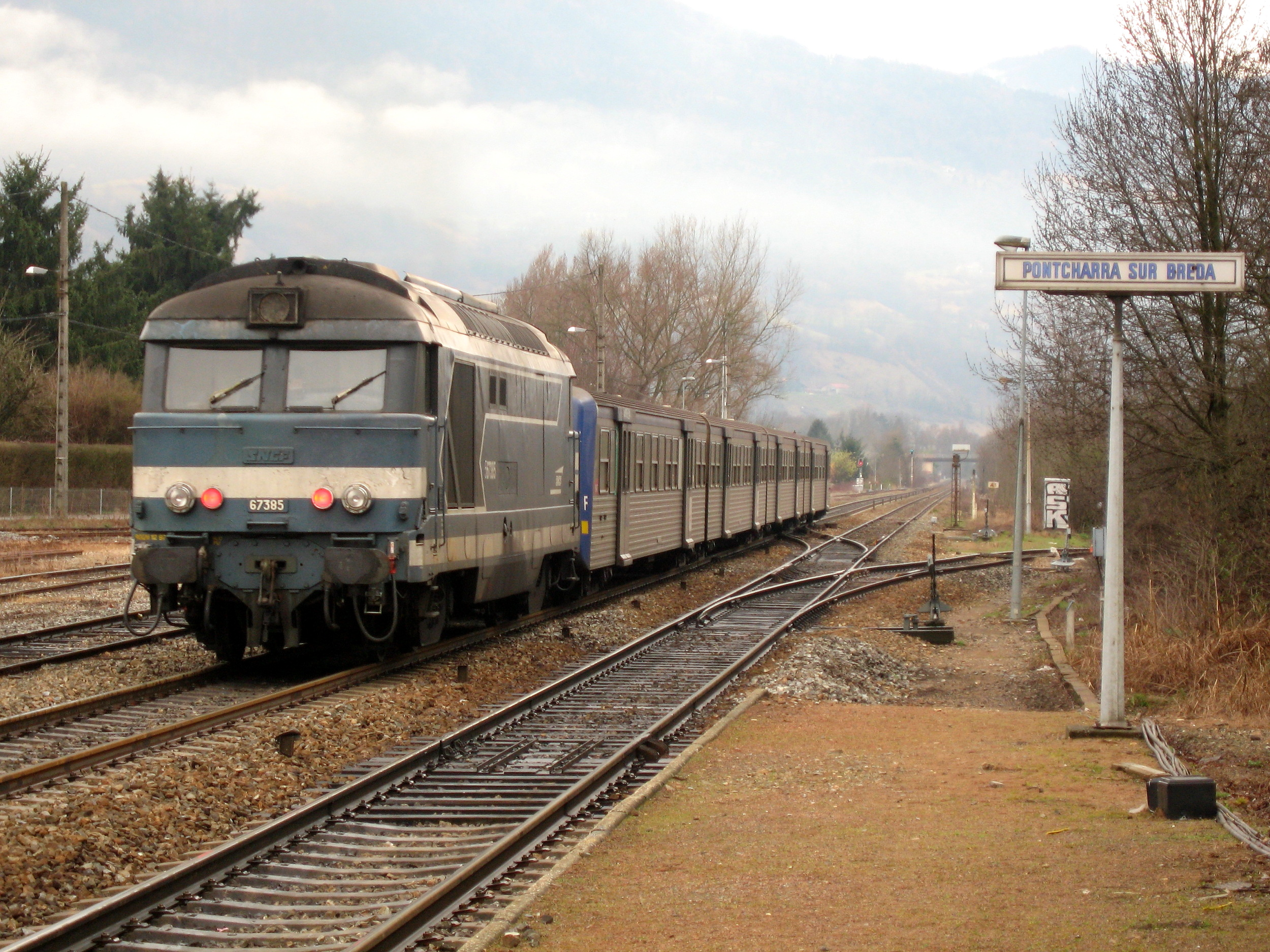
Trek-duwtrein bij vertrek uit Pontcharra-sur-Bréda, 2008

Station Pontcharra-sur-Bréda is een spoorwegstation in de Franse gemeente Pontcharra.